# .dm
.dm – domena internetowa przypisana do Dominiki. Została utworzona 3 września 1991. Zarządza nią DotDM Corporation.